# Смогожув (Опольське воєводство)
Смогожув (пол. Smogorzów) — село в Польщі, у гміні Намислув Намисловського повіту Опольського воєводства.
Населення — 462 особи (2011).
У 1975-1998 роках село належало до Опольського воєводства.

## Демографія
Демографічна структура станом на 31 березня 2011 року:
|          | Загалом | Допрацездатний вік | Працездатний вік | Постпрацездатний вік |
| -------- | ------- | ------------------ | ---------------- | -------------------- |
| Чоловіки | 233     | 50                 | 170              | 13                   |
| Жінки    | 229     | 47                 | 127              | 55                   |
| Разом    | 462     | 97                 | 297              | 68                   |